# Mérő István
Mérő István (Morvaszentjános, 1873. december 5. - Budapest, 1938. május 4.) festő.

## Élete
Szülei Mracsna János és Wolleman Judit voltak. 1890. április 5-től Mérőre változtatta a nevét. Felesége 1909-től Klein Róza Mária volt.
A budapesti rajztanárképző iskola elvégzése után művészeti tanulmányokat folytatott Budapesten, Münchenben, Párizsban és Olaszországban. A nagybányai művésztelepen tanult 1898-ban. Először a podolini kegyesrendi gimnáziumban, majd a dévai állami főreáliskolában, végül 1899-1921 között a budapesti Ferenc József Intézet rajztanára volt. Több évig tartó katonai szolgálata alatt megjárta Doberdót, részt vett Erdély felszabadításában és Bukarest megszállásában is. 1922-ben nyugdíjba vonult. 1938. május 9-én temették a Farkasréti temetőben.
1895-től állított ki fővárosi tárlatokon. Arcképeket, zsánerszerű interieurt, Plein air népéletképeket, illetve balatoni és adriai víztükröket és városrészleteket festett. A Céhbeliek és a Fészek Klub tagja volt.
Székely Bertalannál tanult. Tanítványa volt többek között Lingauer István festő.

## Elismerései
- 1912-ben állami kis aranyérmet nyert.